# Reichsminister

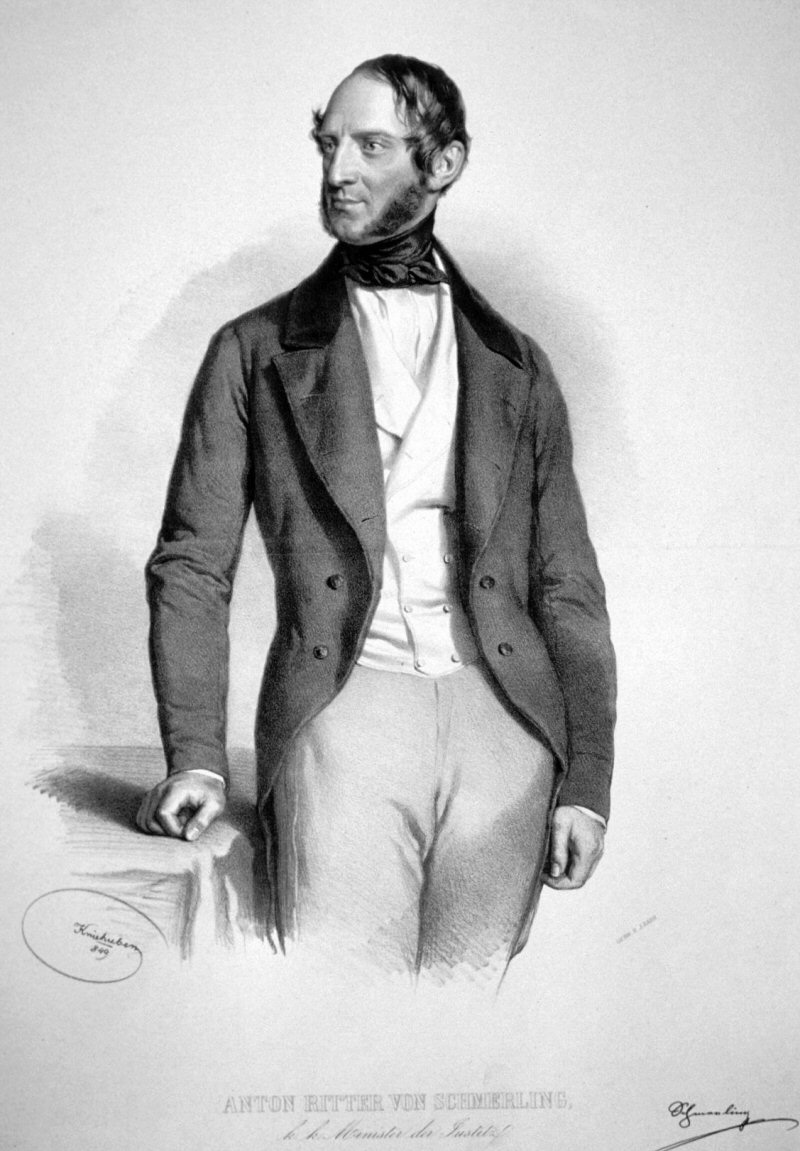
Anton von Schmerling austriaco: il 15 luglio 1848 ha fatto parte dei tre uomini che istituirono lo Reichsverweser come Reichsminister tedesco.

Reichsminister (in tedesco singolare e plurale; 'ministro del regno') era il titolo dei membri del governo tedesco durante due periodi storici: durante la Rivoluzione di marzo del 1848/1849 nel Reich tedesco di quel periodo, e nel moderno Stato federale tedesco dal 1919 fino alla fine del regime nazionalsocialista nel 1945.
"Reich" era il nome dello stato federale tedesco dal 1871 al 1945: Deutsches Reich. In italiano viene tradotto con "impero" (durante la presenza di un imperatore), e spesso non viene tradotto per il periodo successivo. Un Reichsminister era un membro del governo nazionale, da non confondere con un membro del governo di uno dei tanti Länder (stati) della Germania.
Il Sacro Romano Impero il quale è esistito fino al 1806 non aveva un governo moderno e quindi nessun ministro.
In tedesco, la parola Reichsminister può riferirsi in rari casi a un ministro di un paese diverso, come un rigsminister danese o un rijksminister olandese.

## Rivoluzione 1848/1849
Nel 1848, il primo parlamento di tutta la Germania, l'Assemblea nazionale (o Parlamento di Francoforte in italiano), votò a favore di un ordine costituzionale provvisorio. Inoltre, istituì un Reichsverweser come una sorta di capo di stato provvisorio. Il Reichsverweser aveva il compito di insediare i ministri.  Il Reichsverweser e il Reichsminister formarono insieme il Provisorische Zentralgewalt (potere centrale provvisorio, chiamato anche governo imperiale). I Reichsminister si riunivano insieme come Ministerrat o Gesamt-Reichsministerium. Sebbene non menzionato nell'ordine costituzionale, di solito uno dei ministri del Reich aveva il titolo di Ministerpräsident.

## Stato federale tedesco dal 1867

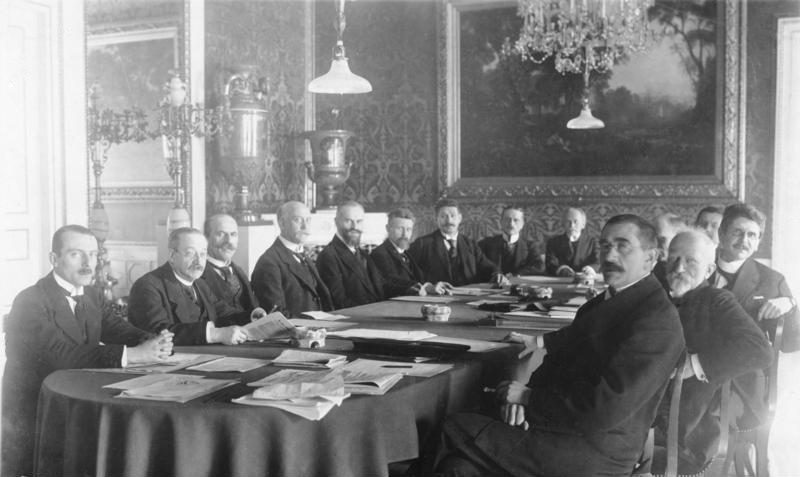
Il primo gabinetto tedesco dopo la rivoluzione, febbraio 1919, con il Reichsministerpräsident Philipp Scheidemann

Quando furono creati la Confederazione della Germania settentrionale (1867) e l' Impero tedesco (1871), il cancelliere (Bundeskanzler, poi Reichskanzler) era l'unico membro responsabile del governo. Il cancelliere nominava i capi dei dipartimenti governativi con il titolo di Staatssekretär . Quest'ultimi erano ministri de facto, ma ufficialmente non avevano influenza sul cancelliere. 
Nella rivoluzione del 1918/1919, l’Assemblea nazionale di Weimar concordò per un ordine costituzionale provvisorio (febbraio 1919). Un Reichspräsident insediò i ministri; uno di loro mise il titolo di Reichsministerpräsident  in pratica. La Costituzione di Weimar dell'agosto 1919 introdusse nuovamente il titolo di Reichskanzler, ora con i Reichsminister come suoi associati.  I nazionalsocialisti non cambiarono i titoli dopo il 1933, anche se il governo ufficiale del gabinetto perse parte della sua importanza a causa dell'installazione di altri numerosi titoli con compiti simili da parte di Hitler .  Gli ultimi ministri del Reich (Reichsminister) furono imprigionati dalle forze alleate nel maggio 1945 ("governo di Flensburg").
Nella costituzione tedesca del 1949, il governo tedesco è composto dal Bundeskanzler e dal Bundesminister .